# Get Behind Me Satan
Get Behind Me Satan is het vijfde studioalbum van de Amerikaanse rockband The White Stripes, uitgebracht op 7 juni 2005. Het album bevat minder blues- en punkinvloeden dan zijn voorganger Elephant. In tegenstelling tot op eerdere albums speelt bandleider Jack White nu vooral piano, mandoline en akoestische gitaar en minder elektrische gitaar. Daarnaast speelt Jack White marimba en tamboerijn op enkele nummers. Meg White neemt drums en percussie, alsmede zang op "Passive Manipulation", voor haar rekening. Jack White heeft het album opgenomen in zijn eigen studio in Detroit. De titel van het album komt uit het verhaal van de Verzoeking van Christus. In tegenstelling tot de andere albums van de band, is het album alleen op cd en niet ook op vinyl uitgebracht.
Volgens het toonaangevende Amerikaanse muziekblad Rolling Stone was Get Behind Me Satan het op twee na beste album van 2005. Het album ontving een Grammy in de categorie "Best Alternative Music Album" in 2006. In februari 2007 waren 850.000 exemplaren van het album verkocht in de Verenigde Staten. Het album bereikte in zowel de Verenigde Staten als het Verenigd Koninkrijk de derde positie in de albumlijsten. Er zijn drie singles uitgebracht: Blue Orchid, My Doorbell en The Denial Twist. Alle drie bereikten de top 10 in de Britse hitlijst.

## Tracklijst
Alle nummers zijn door Jack White geschreven. Het nummer "Passive Manipulation" wordt door Meg White gezongen, de andere nummers door Jack White.
1. "Blue Orchid" – 2:37
2. "The Nurse" – 3:47
3. "My Doorbell" – 4:01
4. "Forever for Her (Is Over for Me)" – 3:15
5. "Little Ghost" – 2:18
6. "The Denial Twist" – 2:35
7. "White Moon" – 4:01
8. "Instinct Blues" – 4:16
9. "Passive Manipulation" – 0:35
10. "Take, Take, Take" – 4:22
11. "As Ugly as I Seem" – 4:10
12. "Red Rain" – 3:52
13. "I'm Lonely (But I Ain't That Lonely Yet)" – 4:19

Op de Japanse uitvoering staan twee bonustracks: "Who's A Big Baby?" (3:21) en "Though I Hear You Calling, I Will Not Answer" (3:25).